# إبراهيم موسى أبا
إبراهيم موسى أبا فنان مطرب سوداني يعتبر واحد من مجددي موسيقى التراث الشعبي في السودان. 

## الميلاد والتنشئة
ولد إبراهيم موسى أبَّا في مدينة الأبيِّض بولاية شمال كردفان الحالية بحي الرحمة (حي الفلاتة سابقاً) في عام 1945. واسمه بالكامل هو إبراهيم محمد موسى. وقد اطلقت عليه والدته لقب أبَّا (بتشديد الباء) الذي إتخذه فيما بعد كإسم فني له.

## المهنة
إشتغل إبراهيم موسى أبا في بداية حياته المهنية كبائع في محل لبيع الملابس والأزياء النسائية في مسقط رأسه الأبيض. 

## بداية مسيرته الفنية
بدأ مسيرة فن الموسيقى والغناء في أوائل سبعينات القرن الماضي ضمن مجموعة فنية عُرفَت بفرقة فنون كردفان، حيث تعلم العزف على الألات الموسيقية وأداء الغناء حتى صار مدرباً للموسيقى فيها. ثم انتقل إلى معهد جمعة جابر (معهد كردفان للموسيقى). وتأثر في أعماله الغنائية بمغنين سودانيين أمثال أحمد الجابري و الطيب عبدالله وظل نشطا حتى سنة 1992.

## دوره في تطويرالموسيقى السودانية
إشتهر أبا بنقله لموسيقى التراث الغنائي بمنطقة كردفان في الغرب الأوسط بالسودان، وبشكل خاص موسيقى قبائل البقارة، من إطارها الإقليمي إلى مستوى وطني. وتمكن من الجمع بين موسيقى الحقيبة السودانية التي تقوم على السلم الخماسيٍ مع موسيقى كردفان ذات السلم السباعي. وقد تجلت في أغانيه الألحان والإيقاعات الطنبورية المستوحاة من أغنيات التراث الكردفاني، التي ساهم أبا في تقديمها في قالب موسيقي حديث ومن أبرزها، أغنية «ما دوامة» التي وجدت حظها من الظهور والانتشار في السودان على نطاق واسع 
تقول كلماتها:
ما دوامة
الدنيا ما دوامة 
الدنيا ما تنقدري 
شايلة صغيراُ قدري 
في المنام دموعي بلت صدري 
بركب أم كركابة
بدلَّى في أم روابة
النهيد الطاعن دابا
جنني وجنن العزَّابة
وللفنان إبراهيم موسى أبا لونية غنائية خاصة به ضمن مجموعة فناني الغناء الكردفاني الحديث أمثال عبد القادر سالم و ثنائي النغم حيث تميزت أعماله بتعددية الألحان في الأغنية الواحدة وبساطة اللحن والنص .
 وبوضوح الصوت الإنساني على الإيقاع و المولودية الموسيقية.

## شعراء أغانياته
كان من بين الذين تعاونوا معه من الشعراء الغنائيين عبد الله كاظم ومصطفى عبد الهادي وبشرى سليمان.

## أغنياته
قدم أبا العديد من الأغنيات التراثية وغير التراثية منه:
- عيني عليك باردة

- العجكو

- البريدها

- عز الثوب

- طمبارة

- البنية مالكي

- المحبة

- آمال محب

- شايل سماح

- أم روبة

- سألنا عن اسمك

- ليالي العمر

- كلام عيونك

- ساكن بين الضلوع

- زاد الشوق

- الدنيا يا عشة

أغنية العجكو السودانية هي أغنية تراثية شعبية سودانية مشهورة، خاصة في منطقة كردفان. تتميز بإيقاعها الحماسي وكلماتها التي تعبر عن الفرح والحياة.

## الوفاة
توفي الفنان إبراهيم موسى أبا في اكتوبر / تشرين الثاني سنة 1995م.

## نماذج من موسيقاه
أضغط للاستماع إلى أغنية العجكو

أضغط للاستماع إلى أغنية الدنيا ما دوامة